# شلال تنومة
شلال تنومه، أو ما يُسمى بشلال الدهناء يبعد نحو 110 كيلو مترًا عن مدينة أبها، ويُعد الشلال من أهم المعالم الطبيعية في منطقة عسير، فهو من الشلالات النادرة شبه الدائمة في المملكة العربية السعودية، يستقطب الشلال آلاف الزوار يوميًا خاصة أثناء فصل الصيف؛ للاستمتاع بتدفق شلالات المياه العذبة وانحدارها من المرتفعات الشاهقة؛ ليصب في بحيرة صغيرة تقع تحت الجبل مباشرة، ليشكل مناظر طبيعية خلابة ساهمت في انتشار وازدهار السياحة بالمنطقة، مما يجعل المكان ككل بقعة خيالية لهواة الاستجمام والتصوير.

## سبب التسمية
شلال تنومة الذي يسمى أيضًا شلال الدهناء نسبة إلى القرية التي يوجد بها الشلال المتدفق بالماء طوال السنة؛ حيث يصب من أعلى الجبل في بحيرة صغيرة أسفله ثم يواصل جريانه في وادي تنومة في منظر جذاب ورائع.